# Börly
Börly (kaz. Бөрлі, ros. Бурлин, Burlin) – wieś w Kazachstanie, w obwodzie zachodniokazachstańskim, w rejonie Börly. W 2009 liczyła 3244 mieszkańców.